# Gerald Vanenburg
Gerald Mervin Vanenburg (ur. 5 marca 1964 w Utrechcie) – holenderski piłkarz, grający na pozycji prawego pomocnika lub prawoskrzydłowego. Z reprezentacją Holandii, w której barwach rozegrał 42 mecze, zdobył w 1988 roku mistrzostwo Europy. Był zawodnikiem między innymi Ajaksu Amsterdam i PSV Eindhoven. Z tym drugim pięciokrotnie triumfował w rozgrywkach ligowych i raz – w 1988 roku – w Pucharze Mistrzów.

## Sukcesy piłkarskie
- mistrzostwo Holandii 1982, 1983 i 1985, Puchar Holandii 1983 i 1986 z Ajaksem Amsterdam
- mistrzostwo Holandii 1987, 1988, 1989, 1991 i 1992, Puchar Holandii 1988, 1989 i 1990 oraz Puchar Mistrzów 1988 z PSV Eindhoven

W reprezentacji Holandii od 1982 do 1992 roku rozegrał 42 mecze i strzelił 1 gola – mistrzostwo Europy w 1988 roku oraz druga runda Mistrzostw Świata 1990.